# Bengt Kjellson
Bengt Carl Arne Kjellson, född 21 december 1953 i Kalmar, är en svensk jurist och ämbetsman. Han var generaldirektör för Lantmäteriet mellan 2011 och 2017.

## Biografi
Kjellson växte upp i Sundsvall. Han studerade juridik vid Uppsala universitet. Efter studierna tjänstgjorde han som tingsnotarie vid Gävle tingsrätt och därefter fiskal vid Kammarrätten i Sundsvall. Han anställdes vid Lantmäteriet 1996. Han tjänstgjorde först som planeringsdirektör. År 2008 blev han chef för fastighetsinskrivningen vid myndigheten. År 2011 utnämndes han till generaldirektör, en post som han innehade fram till utgången av 2017. Kjellson har varit ordförande för Institutet för fastighetsrättslig forskning i Uppsala.
Efter att Kjellson lämnade Lantmäteriet fick han ansvar för etablerandet av Myndigheten för digital förvaltning (Digg) i Sundsvall. Därefter har han vid flera tillfällen varit särskild utredare inom det fastighetsrättsliga området. I Bostadsrättregisterutredningen 2021–2022 utredde han ett möjligt införande av ett statligt register för bostadsrätter. Därefter anlitades han 2022–2024 för att leda Fastighetsregisterlagsutredningen. Under perioden 2024–2025 utredde han möjligheten att definiera fastighetsgränser med koordinater istället för fysiska råmärken inom Utredningen om koordinatbestämda fastighetsgränser.